# ドーベルマン (映画)
『ドーベルマン』（Dobermann）は、1997年のフランスの犯罪アクション映画。
オランダ出身の映像作家ヤン・クーネンがジョエル・ウサンの警察小説「ドーベルマン」シリーズを原作にメガホンを取ったバイオレンス・コミック・アクション作品。

## ストーリー
パリで連続強盗事件が発生。犯人はドーベルマンと名乗る男が率いる強盗団で、リーダーのドーベルマンことヤン・ルパントレックは生まれながらの強盗である。彼の仲間には、薬に溺れ常に殺人の衝動に駆られているムス、斧を振り回す犬好きの巨漢ピットビュル、聖書の中に手榴弾を携帯する神父、同性愛者で女装好きのドラッグクイーン・ソニア、廃車回収業者でありマシンガンの使い手レオ、ヤンの恋人で爆弾の扱いに長けた聾唖の美女ナット、狙撃の名手にしてナットの兄であるマニュなど、多彩な顔ぶれが揃っていた。
鮮やかな手口で犯行を成功させる一味に対して、追い詰められた警察は目的の為には手段を選ばない非情なクリスチーニ警視をドーベルマン一味の壊滅作戦に登用する。

## キャスト
※括弧内は日本語吹替
- “ドーベルマン”ヤン・ルパントレック - ヴァンサン・カッセル（ダイアモンド☆ユカイ）
- ソヴォール・クリスチーニ警視 - チェッキー・カリョ（堀勝之祐）
- ナット・ラ・ジターヌ - モニカ・ベルッチ
- ムス - アントワーヌ・バズラー（フランス語版）（大塚芳忠）
- 神父 - ドミニク・ベテンフェルド（フランス語版）（小川真司）
- ”ピットビュル”ジャッキー・シュエール - チック・オルテガ（フランス語版）（立木文彦）
- マニュ - ロマン・デュリス（檀臣幸）
- レオ - フランソワ・レヴァンタル（中田譲治）
- “ソニア”オリヴィエ・ブラシェ - ステファン・メツガー（フランス語版）（関俊彦）
- クロダレック警視 - パトリック・ロッカ（フランス語版）（菅生隆之）
- ボーマン刑事 - マルク・デュレ（フランス語版）（山路和弘）
- ダヴィッド刑事 - イヴァン・メラ＝バルボフ（星野充昭）
- ジョー叔父さん - ローラン・アムステュツ（フランス語版）（辻親八）

## 備考
- ピットビュルの愛犬は「ゴジラ」と名付けられており、劇中でもゴジラシリーズについて言及する場面がある[1]。
- 原作者のジョエル・ウサンが映画のシナリオを元に書き下ろしたノベライズが日本で出版された。